# Stàlker
Stàlker (títol original en rus: Ста́лкер) és la cinquena pel·lícula del director soviètic Andrei Tarkovski. Va ser rodada entre 1978 i 1979 als estudis de cinema Mosfilm i és considerada un clàssic del cinema soviètic i de la ciència-ficció.
El guió va ser escrit pels escriptors soviètics Arkadi i Borís Strugatski, basant-se en la seva novel·la Pícnic a la vora del camí (en rus: Пикник на обочине, Piknik na obótxine) publicada el 1972.
La pel·lícula de Tarkovski tracta sobre una expedició guiada per un stalker (guia) que condueix furtivament els seus dos clients a la Zona, un indret misteriós al qual se li atribueix la propietat de poder acomplir els desitjos més íntims de les persones que hi arriben. El títol de la pel·lícula, Stàlker, prové del verb anglès to stalk, o 'aproximar-se furtivament', com ho fa un caçador. A la pel·lícula, l'stalker és un guia professional que es guanya la vida a la Zona creuant il·legalment la frontera prohibida per fer-hi arribar els seus clients.